# سیارک ۱۰۰۲۷
سیارک ۱۰۰۲۷ (به انگلیسی: 10027 Perozzi، نامگذاری:1981FL) ده هزار و بیست و هفتمین سیارک کشف شده‌است که در ۳۰ مارس ۱۹۸۱ کشف شد.
قدر مطلق سیارک برابر ۱۴٫۲۰ است.